# Cubanen

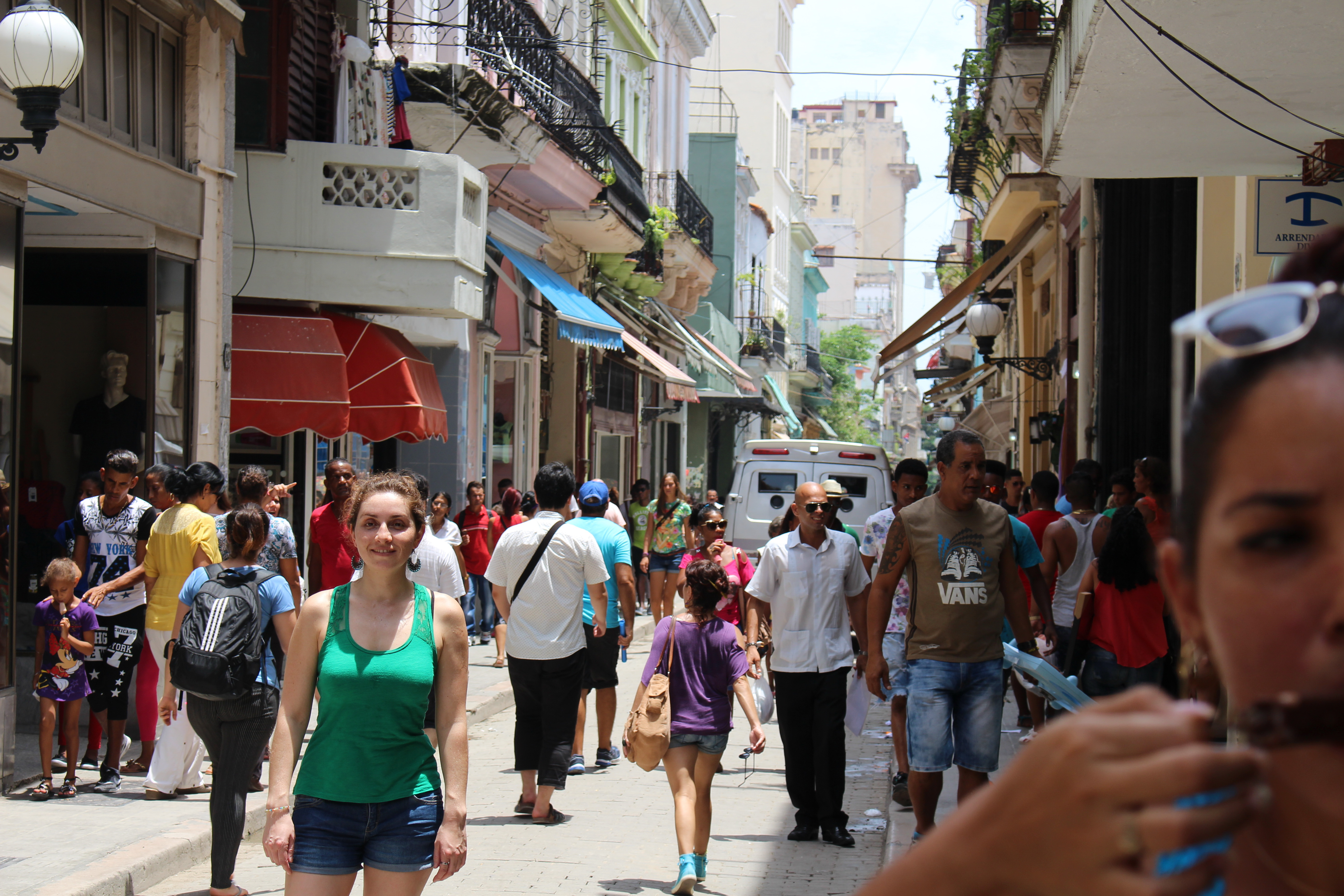
Mensen in de straten van Havana

Cubanen zijn de bevolking van de Caraïbische eilandnatie Cuba. De Cubanen zijn geen volk in de betekenis van etniciteit; Cuba is een multi-etnisch land waar mensen van verschillende etnische achtergronden wonen, met verschillende culturele tradities. In de enge betekenis betekent Cubaan zijn de Cubaanse nationaliteit hebben. In de brede zin gaat het om personen van Cubaanse afkomst.
Vooral in de 18e, 19e en vroege 20e eeuw emigreerden grote golven inwoners van de Canarische Eilanden, Galiciërs, Asturiërs en Catalanen van Spanje naar Cuba. Andere Europese nationaliteiten die immigreerden zijn: Britten, Russen, Polen, Portugezen, Roemenen, Italianen, Grieken, Fransen, Duitsers en Ieren. Er is een kleine Joodse gemeenschap. Er is ook een aanzienlijke etnische instroom uit het Midden-Oosten, vooral Libanezen, Palestijnen, Turken en Syriërs.
In Cuba wonen meer dan 11 miljoen Cubanen. Landen met een grote Cubaanse diaspora zijn de Verenigde Staten (1,3 miljoen) en Spanje (150.000).